# Więzy skleronomiczne
Więzy skleronomiczne – więzy nałożone na układ mechaniczny, które można zapisać w postaci jednej lub większej liczby funkcji zależnych od położeń punktów materialnych, tworzących układ, ale nie zawierających jawnie czasu, tj. np. w postaci
{\displaystyle f({\vec {r}}_{1},{\vec {r}}_{2},\ldots ,{\vec {r}}_{n})=0}
lub
{\displaystyle f({\vec {r}}_{1},{\vec {r}}_{2},\ldots ,{\vec {r}}_{n})\leqslant 0}
gdzie {\displaystyle {\vec {r}}_{1},{\vec {r}}_{2},\ldots ,{\vec {r}}_{n}} są wektorami wodzącymi określającymi położenia {\displaystyle n} punktów materialnych w chwili {\displaystyle t,} przy czym w przypadku funkcji zawierających równości funkcje te definiują tzw. więzy skleronomiczne dwustronne, a gdy funkcje określające więzy mają postać nierówności, to funkcje te definiują tzw. więzy skleronomiczne jednostronne.

## Przykład: Więzy nakładane na wahadło

Wahadło proste – układ skleronomiczny, czyli o więzach niezależnych od czasu.

Poniższy zostanie omówiony ruchu wahadła prostego, które stanowi przykład układu złożonego z pojedynczego punktu materialnego; wektor wodzący ciała {\displaystyle {\vec {r}}=(x,y,z)} zawiera w ogólności trzy współrzędne zmienne w czasie; jeżeli jednak założy się odpowiednie warunki początkowe, to ruch będzie odbywał się w płaszczyźnie i wtedy {\displaystyle z=0.}

### Wahadło jako układ skleronomiczny

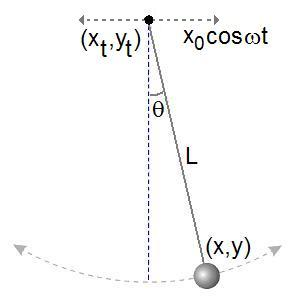
Wahadło proste z drgającym punktem zaczepienia – układ reonomiczny, czyli o więzach zależnych od czasu.

Wahadło proste składa się z ciężarka zawieszonego na nierozciągliwej nici. Podczas ruchu wahadła długość nici nie ulega zmianie, czyli równanie więzów ma postać:
{\displaystyle {\sqrt {x^{2}+y^{2}}}-L=0,}
gdzie {\displaystyle {\vec {r}}(x,y)} jest wektorem położenia ciężarka zapisanym w układzie współrzędnych kartezjańskich, {\displaystyle L} jest długością nici.
Powyższa funkcja {\displaystyle f(x,y)=0} definiuje więzy, które nie zależą jawnie od czasu, a więc są to więzy skleronomiczne (i dwustronne). Układ poddany takim więzom nazywamy układem skleronomicznym.

### Wahadło jako układ reonomiczny
Niech punkt zaczepienia wahadła o współrzędnych {\displaystyle (x_{t},y_{t})} wykonuje ruch harmoniczny prosty w kierunku poziomym, tj.
{\displaystyle x_{t}=x_{0}\cos \,(\omega t),}
{\displaystyle y_{t}=0,}
gdzie {\displaystyle x_{0}} oznacza amplitudę drgań, {\displaystyle \omega } – częstość kołową, {\displaystyle t} – czas.
Chociaż punkt zaczepienia wahadła nie jest unieruchomiony, to długość nierozciągliwej nici wahadła jest nadal stała. Dlatego odległość między punktem zaczepienia a ciężarkiem jest stała i omawiany układ podlega więzom o postaci
{\displaystyle {\sqrt {\,(x-x_{0}\cos \,(\omega \,t)\,)^{2}+y^{2}}}-L=0.}
Są to więzy reonomiczne (i dwustronne), ponieważ powyższa funkcja definiująca więzy ma postać {\displaystyle f(x,y,t)=0,} czyli zależy jawnie od czasu.

## Ogólne wyrażenie na energię kinetyczną
Główny artykuł: Współrzędne uogólnione
Omówiony zostanie tu przypadek pojedynczego punktu materialnego. Uogólnienie na przypadek układu złożonego z wielu ciał jest analogiczne.
W przestrzeni 3-D cząstka o masie {\displaystyle m} i prędkości {\displaystyle {\vec {v}}} ma energię kinetyczną
{\displaystyle T={\frac {1}{2}}mv^{2}.}
Prędkość jest pochodną wektora {\displaystyle {\vec {r}}} wodzącego ciała względem czasu. Używając reguły łańcuchowej dla kilku zmiennych, otrzymamy
{\displaystyle \mathbf {v} ={\frac {d\mathbf {r} }{dt}}=\sum _{i}\ {\frac {\partial \mathbf {r} }{\partial q_{i}}}{\dot {q}}_{i}+{\frac {\partial \mathbf {r} }{\partial t}}.}
Energię kinetyczną można więc w ogólnym przypadku zapisać w postaci:
{\displaystyle T={\frac {1}{2}}m\left(\sum _{i}\ {\frac {\partial \mathbf {r} }{\partial q_{i}}}{\dot {q}}_{i}+{\frac {\partial \mathbf {r} }{\partial t}}\right)^{2}.}
Przemieniając składniki, otrzymamy
{\displaystyle T=T_{0}+T_{1}+T_{2}{:}}
{\displaystyle T_{0}={\frac {1}{2}}m\left({\frac {\partial \mathbf {r} }{\partial t}}\right)^{2},}
{\displaystyle T_{1}=\sum _{i}\ m{\frac {\partial \mathbf {r} }{\partial t}}\cdot {\frac {\partial \mathbf {r} }{\partial q_{i}}}{\dot {q}}_{i},}
{\displaystyle T_{2}=\sum _{i,j}\ {\frac {1}{2}}m{\frac {\partial \mathbf {r} }{\partial q_{i}}}\cdot {\frac {\partial \mathbf {r} }{\partial q_{j}}}{\dot {q}}_{i}{\dot {q}}_{j},}
gdzie {\displaystyle T_{0},} {\displaystyle T_{1},} {\displaystyle T_{2}} są odpowiednio funkcjami jednorodnymi stopnia 0, 1, oraz 2 współrzędnych uogólnionych.

## Energia kinetyczna układu skleronomicznego
Jeżeli układ jest skleronomiczny, to wektor położenia układu nie jest jawną funkcją czasu, czyli
{\displaystyle {\frac {\partial \mathbf {r} }{\partial t}}=0.}
Dlatego jedynie składnik {\displaystyle T_{2}} nie zeruje się:
{\displaystyle T=T_{2}.}
Energia kinetyczna układu skleronomicznego jest więc jednorodną funkcją II stopnia współrzędnych uogólnionych.